# Lilla Karlsö
Lilla Karlsö é uma pequena ilha do Mar Báltico, 3 km a oeste ilha da Gotland .

Pertence ao  município de Gotland  , do Condado de Gotland  .

Tem uma área de 1,39 km 2.